# Paul Vanuxem
Paul Fidèle Félicien Vanuxem (* 22. Juli 1904 in Bully-les-Mines; † 7. Januar 1979 in Paris) war ein französischer General.

## Leben
Vanuxem studierte zunächst eine kurze Zeit Philosophie, entschied sich jedoch dann für eine militärische Laufbahn.
Während des Zweiten Weltkriegs kämpfte Vanuxem bei der Schlacht um Monte Cassino.
Am Ende des Zweiten Weltkriegs hatte Vanuxem den Rang eine Majors inne. Vanuxem war während des Indochinakriegs fast dauerhaft dort eingesetzt. Nach der Niederlage bei der Schlacht um Điện Biên Phủ kommandierte Vanuxem die Evakuierung der französischen Truppen aus Nordvietnam. Danach wurde er zum Brigadegeneral, 1958 zum Général de division befördert. Aufgrund seiner Unterstützung der OAS wurde er 1961 aus der Armee ausgeschlossen und bald darauf inhaftiert. 1963 wurde er wieder freigelassen und die Anklage gegen ihn fallen gelassen.